# Siemion Dwojris
Siemion Isaakowicz Dwojris, ros. Семён Исаакович Двойрис (ur. 2 listopada 1958 w Czelabińsku) – rosyjski szachista, arcymistrz od 1990 roku.

## Kariera szachowa
Znaczące sukcesy szachowe zaczął odnosić w połowie lat 80. XX wieku. Dwukrotnie (1985, 1988) zwyciężył w półfinałach mistrzostw Związku Radzieckiego, a w latach 1986, 1989, 1990 i 1991 czterokrotnie wystąpił w turniejach finałowych (najlepszy wynik: Leningrad 1990, dz. X-XI miejsce). Był również wielokrotnym finalistą indywidualnych mistrzostw Rosji, w 1996 r. zajmując dz. II miejsce (za Aleksandrem Chalifmanem, wspólnie z Aleksiejem Driejewem). W 1993 r. podzielił I m. w turnieju strefowym w Sankt Petersburgu i zakwalifikował się do rozegranego w Biel/Bienne turnieju międzystrefowego, nie osiągając sukcesu (zajął 62. miejsce).
Do sukcesów Siemiona Dwojrisa na arenie międzynarodowej należą m.in.:
- dz. II m. w Polanicy-Zdroju (1989, memoriał Akiby Rubinsteina, za Igorem Nowikowem, wspólnie z Ilją Smirinem),
- dwukrotnie I m. w Czelabińsku (1989, 1991),
- dz. II n. w Gausdal (1991, za Grigorijem Serperem, wspólnie z Wiktorem Bołoganem),
- dz. II m. w Katowicach (1992, za Michałem Krasenkowem, wspólnie m.in. z Rusłanem Szczerbakowem i Walerijem Łoginowem),
- dwukrotnie dz. I m. w Groningen (1992, 1994),
- dz. I m. w Moskwie (1996, memoriał Aleksandra Alechina, wspólnie z Olegiem Korniejewem i Władimirem Małaniukiem),
- dz. I m. w Beer Szewie (1997, wspólnie z Eduardasem Rozentalisem i Borysem Kanclerem),
- dz. I m. w Ano Liosii (2000, wspólnie m.in. z Władimirem Bakłanem, Janem Gustafssonem, Igorem Chenkinem i Christosem Banikasem),
- dz. I m. w Hoogeveen (2000, wspólnie z Władimirem Jepiszynem),
- dwukrotnie I m. w Dieren (2000, 2001),
- trzykrotnie I m. w Genewie (2001 – samodzielnie, 2002, 2003 – dzielone),
- dwukrotnie dz. II m. w Hoogeveen (2001, za Michaiłem Gurewiczem, 2002, za Jewgienijem Aleksiejewem),
- dwukrotnie dz. I m. w Oberwarcie (2003, 2004),
- II m. w Beer Szewie (2006, za Giennadijem Tunikiem),
- I m. w Satce (2006),
- I m. w Czelabińsku (2008),
- dz. I m. w Moskwie (2010, turniej Aerofłot Open-A2, wspólnie m.in. z Igorem Glekiem i Michaiłem Panarinem),
- I m. w Tomsku (2010),
- dz. I m. w Pawłodarze (2010, wspólnie m.in. z Pawłem Smirnowem).

Najwyższy ranking w dotychczasowej karierze osiągnął 1 października 2004 r., z wynikiem 2615 punktów zajmował wówczas 91. miejsce na światowej liście FIDE.